# Gnathothlibus samoaensis
Gnathothlibus samoaensis là một loài bướm đêm thuộc họ Sphingidae. Loài này có ở Samoa.
Chiều dài cánh trước khoảng 35.4-44.3 mm đối với con đực và 43.6-44.7 đối với con cái. Nó gần giống loài Gnathothlibus fijiensis nhưng rìa của tegula màu trắng kem.